# Paracerceis edithae
Paracerceis edithae är en kräftdjursart som beskrevs av David R. Boone 1930. Paracerceis edithae ingår i släktet Paracerceis och familjen klotkräftor. Inga underarter finns listade i Catalogue of Life.